# Алтадина

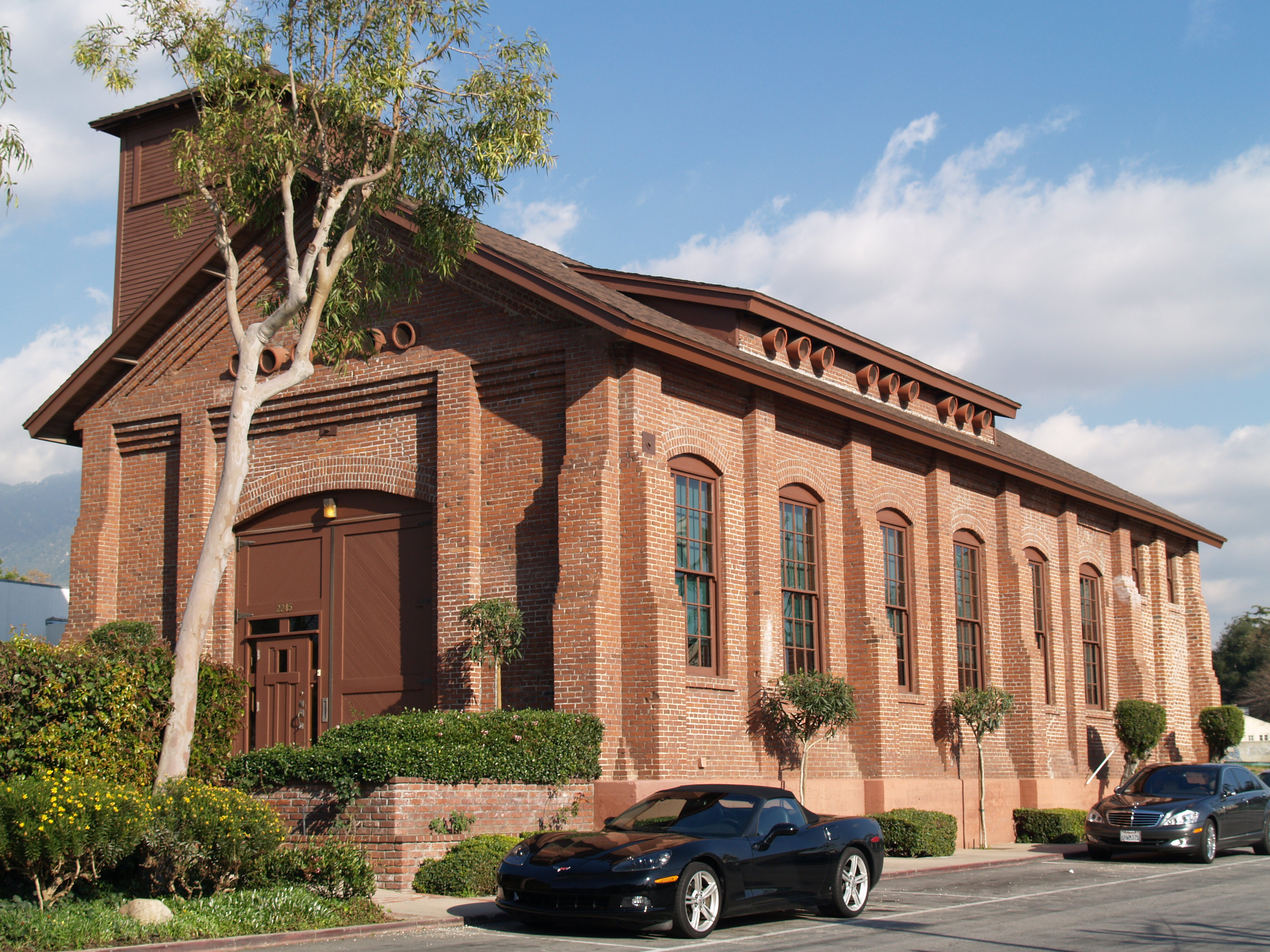
Одна из железнодорожных станций

Алтадина (англ. Altadena) — невключённая территория и статистически обособленная местность в округе Лос-Анджелес, штат Калифорния, США, примерно в 23 километрах от делового центра Лос-Анджелеса.
Одна из улиц Алтадины, Christmas Tree Lane, объявлена местом старейшей уличной иллюминации в США.
Площадь территории — 22,609 квадратного километра, из них земля — 22,566 квадратного километра и вода — 0,043.

## Демография
Динамика численности населения:
| Год переписи | Население | %±     |
| ------------ | --------- | ------ |
| 1960         | 40 568    |        |
| 1970         | 42 415    | 4,6 %  |
| 1980         | 40 983    | −3,4 % |
| 1990         | 42 415    | 4,1 %  |
| 2000         | 42 610    | −0,1 % |
| 2010         | 42 777    | 0,4 %  |